# Logikai ekvivalencia
A matematikai logikában két formulát logikailag ekvivalensnek nevezünk, ha a bennük szereplő változók bármilyen kiértékelése esetén megegyezik a logikai értékük, azaz az igazságtáblázatuk azonos minden modellben. Az így definiált fogalom a logikai ekvivalencia fogalma, ami nem azonos az ekvivalenciával mint logikai művelettel.

## Definíció és jelölés
Legyenek {\displaystyle A,B} tetszőleges logikai formulák. Akkor mondjuk, hogy {\displaystyle A} és {\displaystyle B} logikailag ekvivalensek, ha tetszőleges {\displaystyle S} struktúra és e értékelés esetén {\displaystyle A\leftrightarrow B} mindig igaz, és ezt így jelöljük: {\displaystyle A\equiv B}

## Lásd még
- Bikondicionális
- Implikáció
- Ítéletkalkulus
- Predikátumkalkulus